# 트램트레인

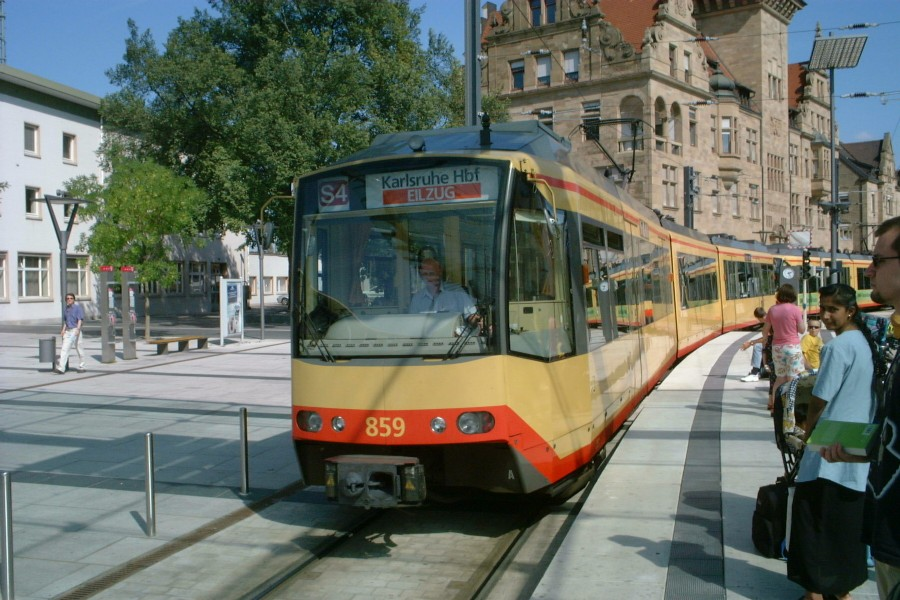
하일브론

트램트레인(tram-train)은 노면 전차 차량을 일반 도시 간 철도 노선에서 달리게 하는 궤도 수송 수단을 가리킨다. 이 방식을 1992년 독일 카를스루에 지방에서 처음으로 실현하여, 카를스루에 모델이라고 부른다. 현재 독일을 중심으로 유럽의 도시에 도입되고 있다.

## 같이 보기
- 라이트 레일